# Santa Cecilia Acatitlán
Santa Cecilia Acatitlán o simplemente Santa Cecilia es una zona arqueológica probablemente iniciada por la cultura tolteca o chichimeca, y se ubica en el pueblo de Santa Cecilia, municipio de Tlalnepantla de Baz en el Estado de México, a 3 kilómetros de Tenayuca y a 15 minutos de la cabecera municipal, con una población de 3 mil habitantes aprox.
Acatitlán (del náhuatl: Acatitlan ‘Lugar entre las cañas’) también se traduce como "carrizal" En la antigüedad se ubicaba en la orilla norponiente del gran Lago de Texcoco donde crecían innumerables carrizos por toda la zona. Se encuentra en la parte baja del cerro de la Corona y Picacho de la Cruz.
A diferencia de la gran mayoría de zonas arqueológicas, en Santa Cecilia se puede apreciar el templo principal coronando el basamento piramidal principal, ya que en la década de los sesenta los arqueólogos decidieron reconstruirlo para mostrar como fue probablemente.
El 27 de septiembre de 2024, fue designado como Barrio Mágico.

## Fundación
Acatitlán fue un altépetl menor sujeto al huey altépetl de Tenayuca, asiento Real de los chichimecas. Es seguro que su habitantes surgieron de las familias que acompañaron a Xólotl y se establecieron en las planicies y laderas de la Sierra de Guadalupe.

## Antecedentes históricos

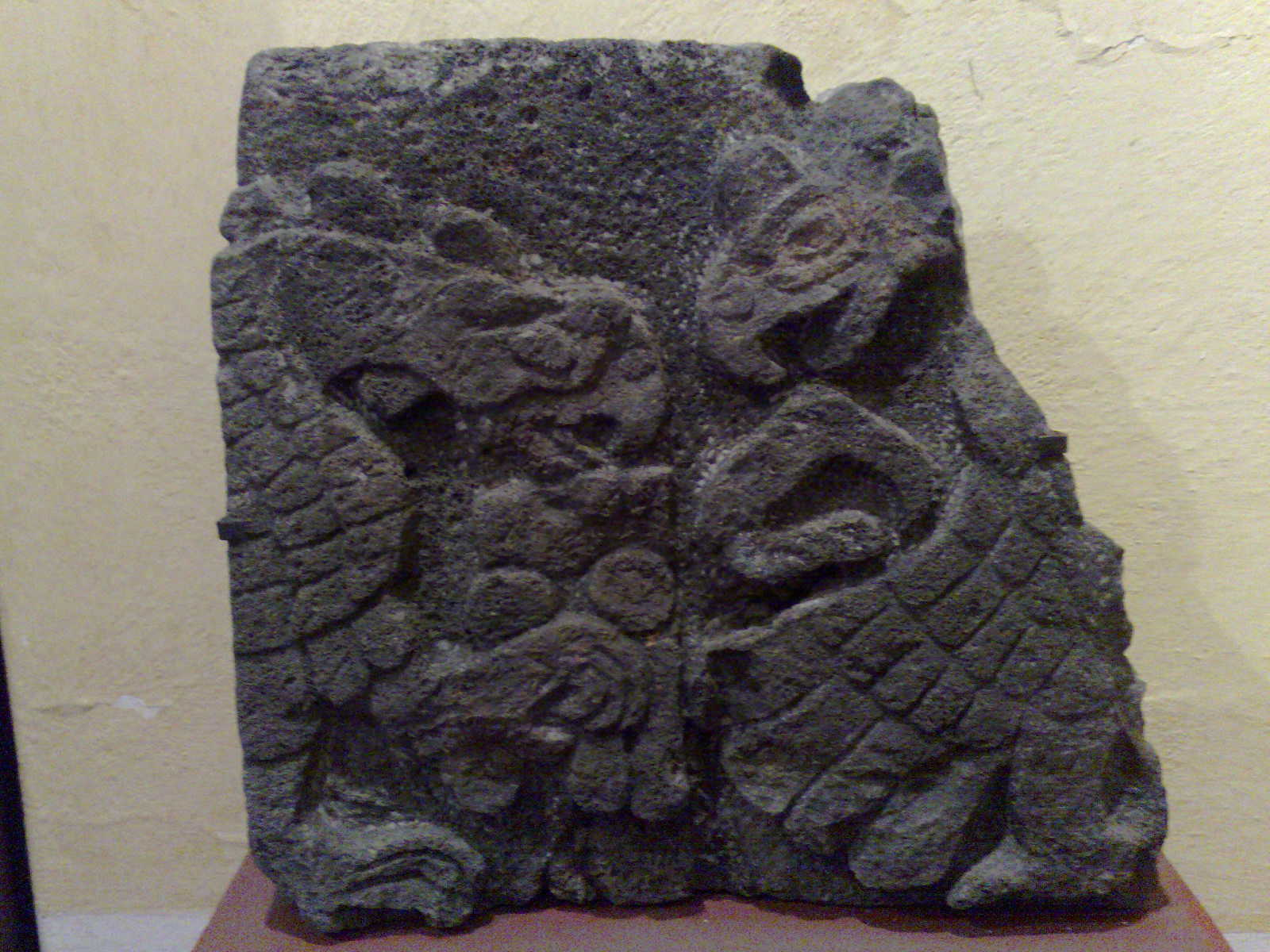
Representación de águilas, en el museo de sitio de Santa Cecilia Acatitlán

Vestigios localizados en el Rancho de la Cañada, sitio cercano a Acatitlan, demostraron que la zona ya había sido ocupada y luego abandonada, quizá, por habitantes de origen teotihuacano. entre los siglos I al IX. En los Anales de Cuauhtitlan se anota que Quetzalcoatl en su viaje al oriente, pasó por Acatitlan. La falta de información documental impidió que se pudiera formar un juicio más certero de los orígenes de Acatitlan en el siglo pasado y a la fecha no se conoce estudios más profundos de la región.

## Pueblo sujeto a tributo
En el año de 1299, los tepanecas exigieron a los mexicas que conquistaran pueblos y lugares para tenerlos bajo su dominio. Los mexicas aún no se establecían en el gran lago. Posteriormente, en 1425, Acatitlan junto con Tenayuca pasó a formar la cultura lacustre del valle de México ya bajo el dominio de Tenochtitlan, hasta la llegada de los españoles en 1521. Después de la conquista de México, Acatitlan entró en decadencia y la ciudad fue destruida, como muchas otras edificaciones mesoamericanas, para erigir iglesias cristianas usando sus piedras como material de construcción.

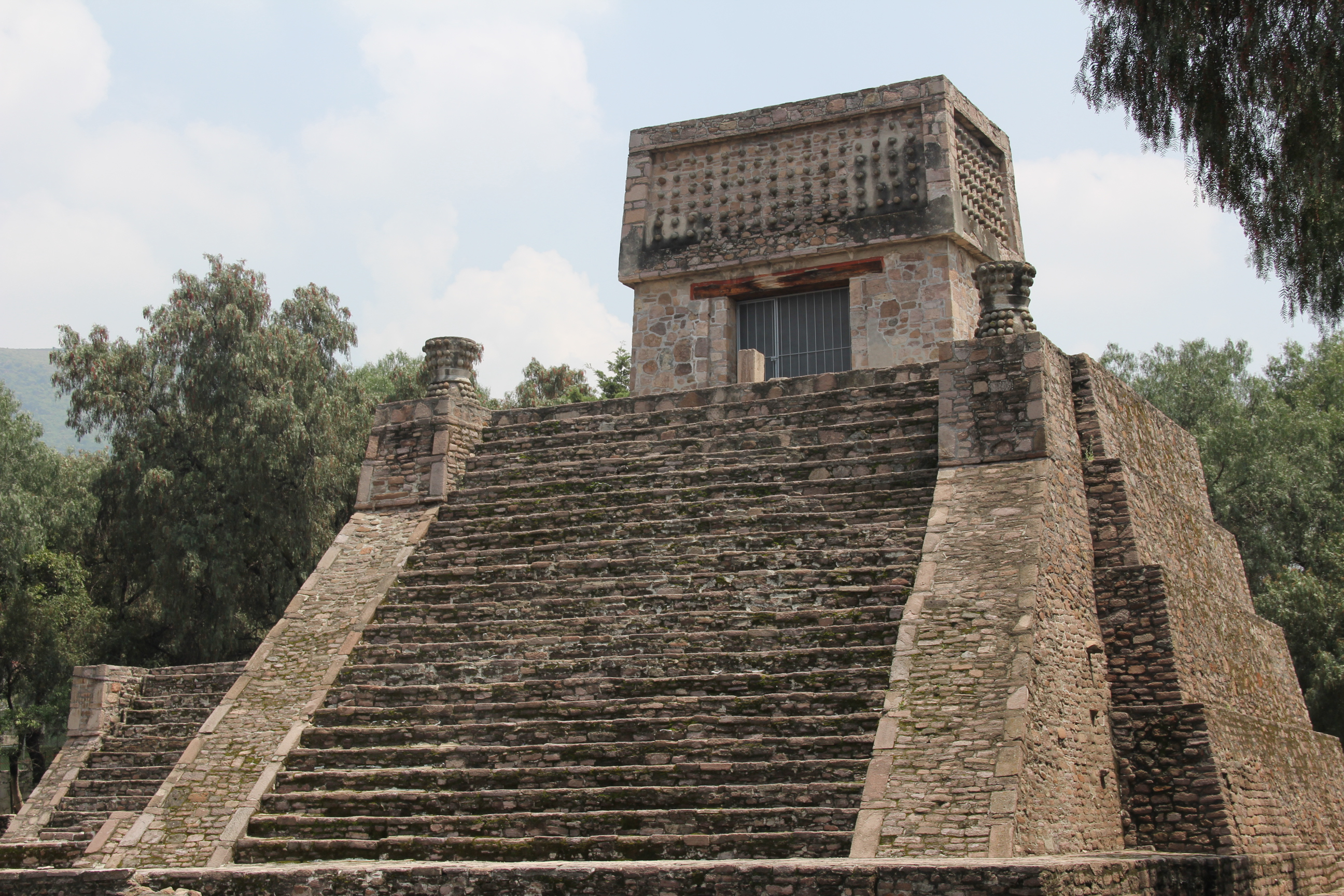
Pirámide dedicada a Huitzilopochtli

## Sitio arqueológico
De acuerdo con los vestigios encontrados, en diferentes lugares aledaños, se supone una amplia ocupación, pero cuya parte más importante es la pirámide como centro ceremonial.
Los primeros reportes de los vestigios se dieron en 1923-1924, pero no fue sino hasta 1961 que, a través de la Dirección de Arqueología se localizó un montículo de piedra y tierra con características semejantes a las de otros centros ceremoniales sujetos a Tenochtitlan.

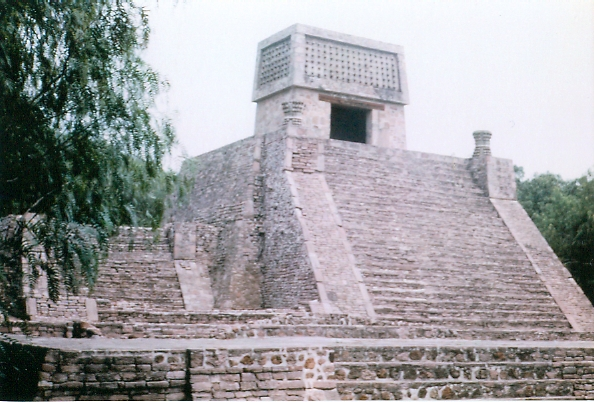
La pirámide de Santa Cecilia Acatitlan.

Actualmente sobrevive un único basamento cuadrangular que, posiblemente, fue una de los principales estructuras del sitio. Está formada por una amplia escalinata con templo en su parte superior. Se piensa que, al igual que en Tenayuca, estaba dedicada al culto de Huitzilopochtli y Tláloc. Se estima que el método de construcción fue el típico de estructuras sucesivas, una encima de otra, y se han detectado por lo menos ocho épocas sucesivas. La pirámide que se aprecia hoy en día es una de las estructuras interiores bastante bien conservada. En la parte superior se encontraba un templo dentro del cual se hacían sacrificios, y se quemaba incienso.  El techo era alto e inclinado, de donde sobresalen piedras redondeadas a manera de clavos que simbolizan las estrellas. 
La base de esta pirámide es rectangular, y sus medidas son 17 metros en los lados norte y sur, y 27 metros en los lados oriente y poniente. El material con el que se hizo la construcción es similar a la de Tenayuca y cuenta con una altura de 8 metros. También se encuentran superposiciones tanto en la pirámide como en las plataformas que están frente a ella, una construcción muy semejante, en general, al Templo Mayor, pero evidentemente anterior a este. Las estructuras exteriores fueron retiradas y muchas de sus piedras usadas para construir la iglesia que se encuentra a un lado y que data de finales del siglo XVI. En 1962, el arquitecto y arqueólogo Eduardo Pareyón Moreno reconstruyó y consolidó el basamento piramidal y reconstruyó el templo que lo corona.
El Instituto Nacional de Antropología e Historia consideró que debido a la pobreza del material localizado, habría de ser muy conveniente realizar una reconstrucción total del basamento y de como pudo haber sido un teocalli en su época de esplendor indígena.
La reconstrucción requirío de fuertes apoyos económicos que aportó la Representación de la Colonia Alemana en México, a petición de los integrantes de la Junta de Mejoramiento del pueblo.

## Templo de Santa Cecilia

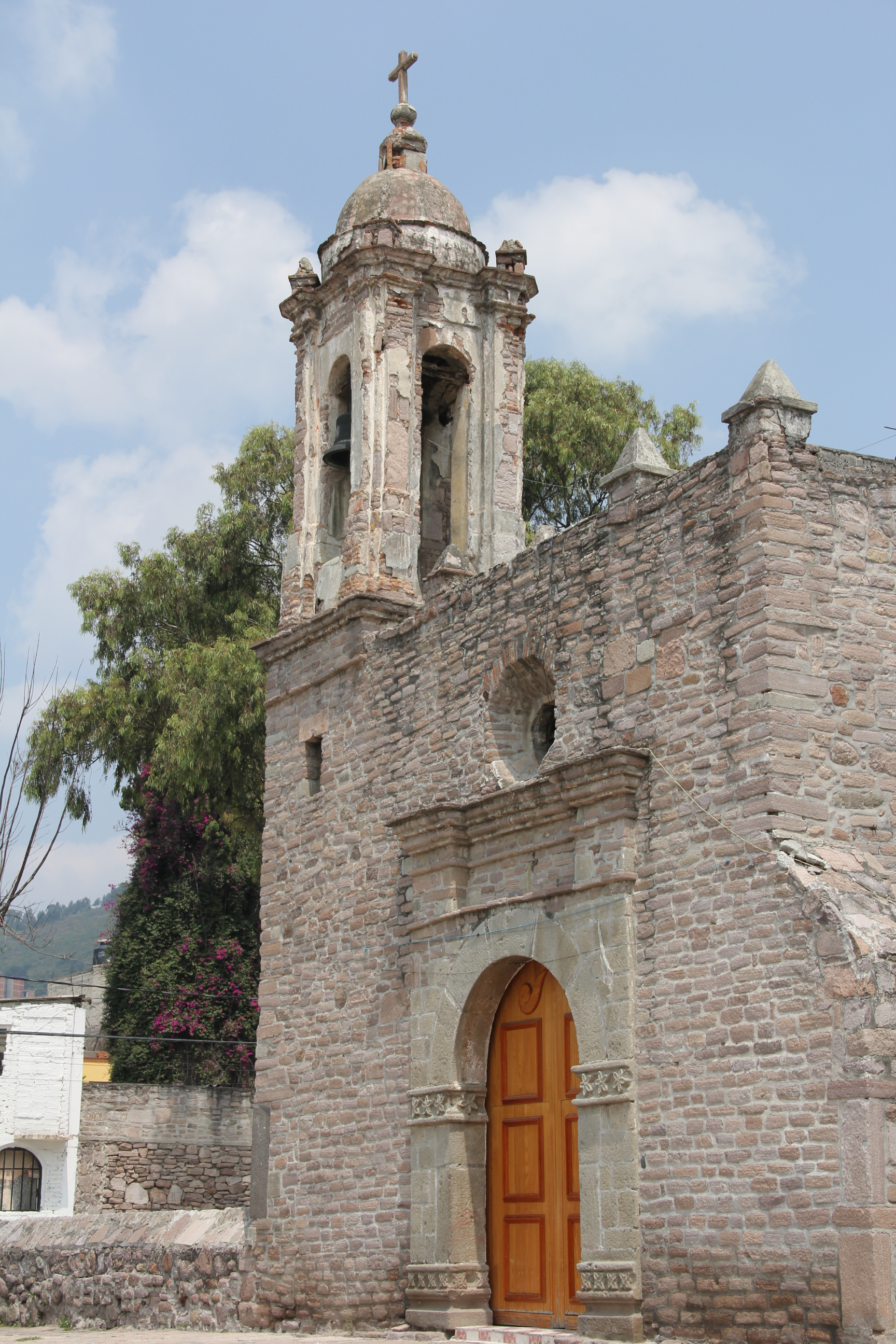
Iglesia del pueblo de Santa Cecilia

Es un templo del siglo XVI con características arquitectónicas sencillas y barrocas construido a base de bloques de piedra labrados en forma de tabiques que sufrió remodelaciones a partir del siglo XVIII.
La entrada principal es un arco de medio punto con dos columnas que descansan sobre una base  y capitel con ornamentos florales y arriba de estas, un alféizar que sube hasta una ventana ochavada que da hacia el coro interior y sostiene una pequeña torre de cuerpo espigado conteniendo una sola campana.
En su interior, un techo construido sobre vigas de madera. Al fondo el altar principal de estilo neoclásico enmarcado por un arco del triunfo y con columnas semejantes a las exteriores y al centro la imagen de la Virgen Santa Cecilia, patrona de los músicos y ciegos. En la parte superior y central de dicho altar el Arpa original de la Imagen de Santa Cecilia, esta arpa ha estado fija en ese lugar desde hace años, puesto que antiguamente se el colocaba en tiempos de la fiesta Patronal. En las paredes laterales un par de pinturas al Oleo (de Nuestra Señora de Guadalupe y nuestra Señora de Nuestra Señora del Perpetuo Socorro y figuras de varios santos.
Antiguamente en el altar principal, junto a la imagen original de Santa Cecilia se encontraban las imágenes al Oleo de San Valeriano y San Tiburcio las cuales resguardaban la imagen principal. Desafortunadamente este par de oleos fueron robados en la década de los 60's del siglo pasado, desde ese entonces nunca más fueron vueltos a ver y hasta la fecha se desconoce su paradero. Actualmente estos dos espacios que quedaron vacíos suelen ser ocupados por imágenes de Jesús de la Misericordia, de Nuestra Señora del Carmen, Nuestra Señora de Guadalupe o Nuestra Señora de Fátima.

## Códice Santa Cecilia Acatitlán
Se conoce de la existencia de un códice en el Museo Regional de Guadalajara, Jalisco, en el que los "tlacuilos", hicieron referencias, de señores de la época prehispánica. En él se observan algunas casas, una iglesia y algunos personajes como Xólotl y su hijo Nopaltzin. El documento fue estudiado por Robert H. Barlow y anota que fue elaborado en una hoja de papel nativo pintado en cuatro cuadros y por su contenido pertenece al grupo de Códices Techialoyan. Se ignora como es que se encuentra en dicho museo.

## Museo

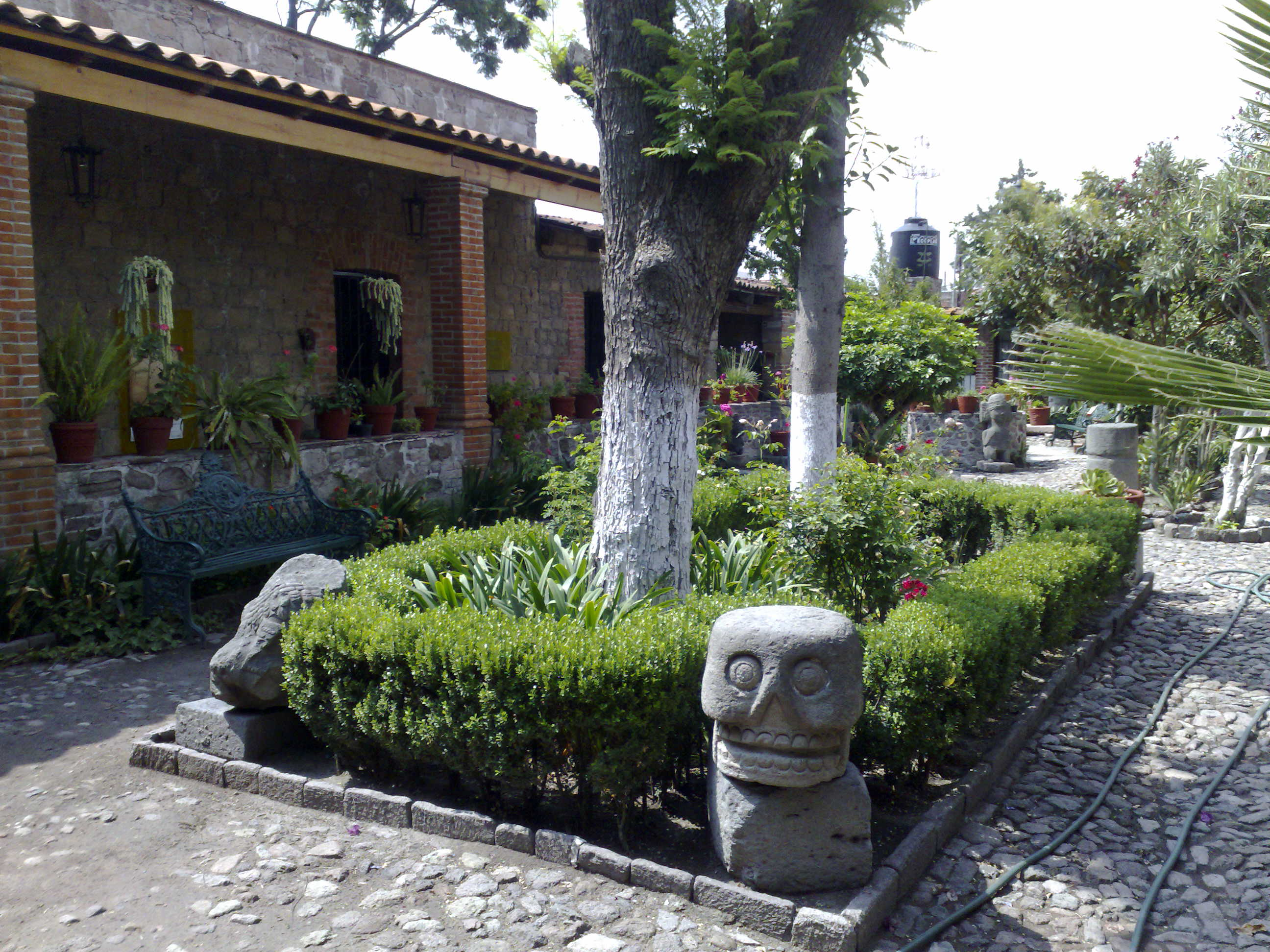
Jardín central del museo de sitio.

Anexo a la zona arqueológica existe un museo de sitio operado por el INAH inaugurado en 1961 y reabierto hasta 1994 llamado Museo "Doctor Eusebio Dávalos Hurtado", en honor a que este arqueólogo y Director del INAH, quien brindó un gran apoyo a los pobladores para que se llevaran a cabo las exploraciones de la pirámide, asentada en un terreno de propiedad particular. Este terreno fue comprado a petición de los integrantes de la Junta de Mejoramiento Moral, Cívico y Material del pueblo de Santa Cecilia, presidida por el señor Jesús Baca Colín.

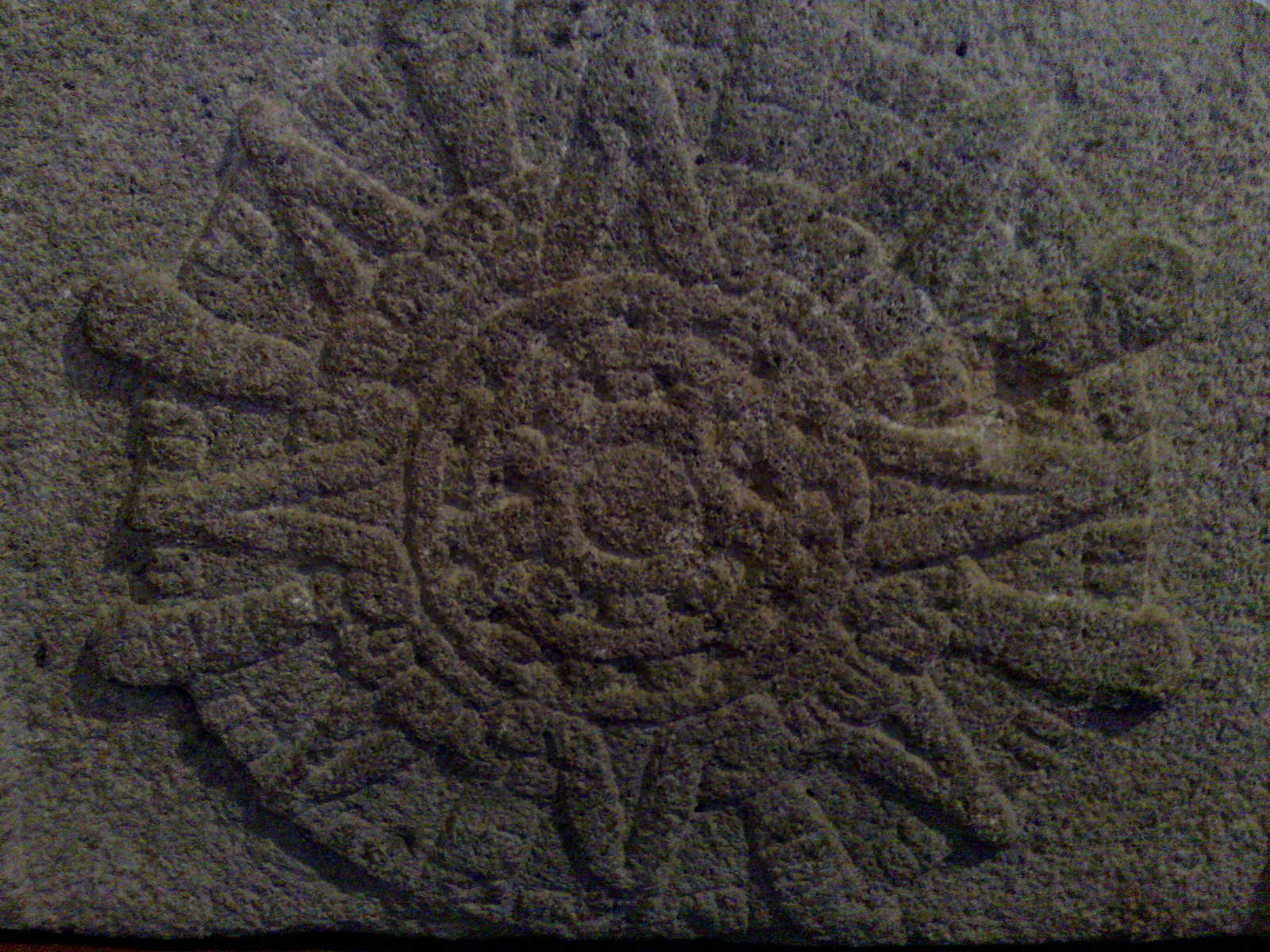
Representación de una estrella, en el museo de sitio de Santa Cecilia Acatitlán

El saqueo de cientos de piezas prehispánicas había sido inclemente, por lo que miembros de la Junta vecinal y autoridades del INAH se dedicaron a efectuar los trámites necesarios para recuperar todas aquellas piezas localizadas en manos particulares o exhibidas en otros lugares para exhibirlas en este sitio.
El museo cuenta con cinco salas de exhibición dentro de la casa de adobe, cuyo origen data de 1832.
Su acervo está compuesto por extraordinarios monolitos, esculturas y piedras labradas, así como de otros lugares de la zona de influencia mexica. Como parte del museo se exhiben una sala y una cocina típica de la época anterior a la revolución mexicana. 
La dirección del museo es: Calle Circuito Pirámide s/n, Tlalnepantla, Estado de México.

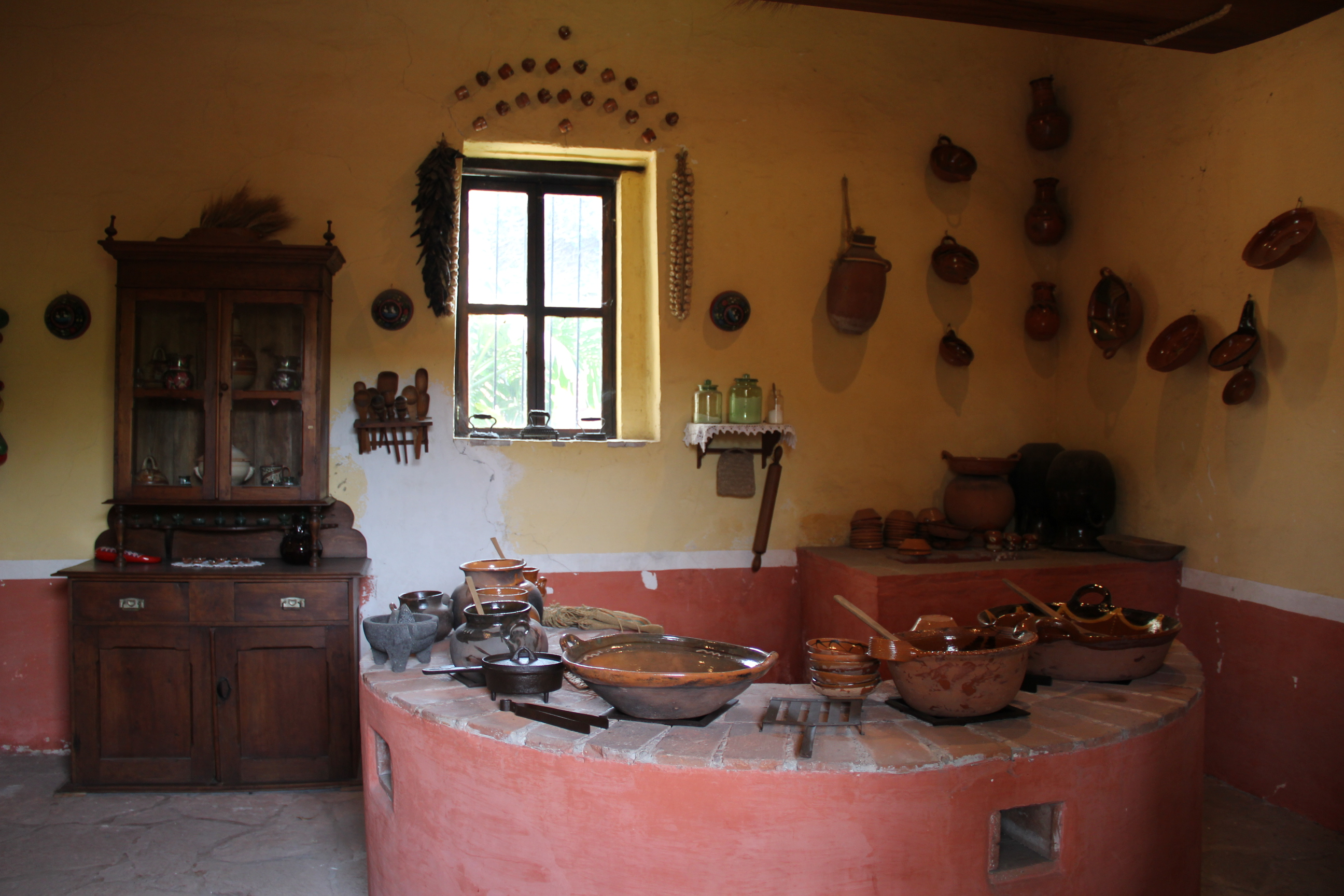
Cocina de la hacienda

## Santa Cecilia en elsigloXXI
Sigue siendo un pueblo con sabor campirano, aunque atestado de construcciones. En agosto de 2010 se inauguró, donde fue el auditorio del Sindicato Minero, un Teatro del Pueblo. Cada año, y desde hace unos lustros, se lleva a cabo el Festival del Equinoccio en el mes de marzo, un evento de luces, música y arte muy concurrido. La fiesta patronal se celebra el 22 de noviembre y acuden al lugar cientos de músicos de la región.